# Sebastian Köber
Sebastian Köber (Fráncfort del Óder, RDA, 28 de mayo de 1979) es un deportista alemán que compitió en boxeo.
Participó en dos Juegos Olímpicos de Verano, en los años 2000 y 2004, obteniendo una medalla de bronce en Sídney 2000, en el peso pesado.
Ganó una medalla de bronce en el Campeonato Mundial de Boxeo Aficionado de 2003 y una medalla de bronce en el Campeonato Europeo de Boxeo Aficionado de 2002, ambas en el peso superpesado.

## Palmarés internacional
| Juegos Olímpicos   | Juegos Olímpicos    | Juegos Olímpicos  | Juegos Olímpicos |
| Año                | Lugar               | Medalla           | Categoría        |
| ------------------ | ------------------- | ----------------- | ---------------- |
| 2000               | Sídney (Australia)  | Medalla de bronce | 91 kg            |
| Campeonato Mundial |                     |                   |                  |
| Año                | Lugar               | Medalla           | Categoría        |
| 2003               | Bangkok (Tailandia) | Medalla de bronce | +91 kg           |
| Campeonato Europeo |                     |                   |                  |
| Año                | Lugar               | Medalla           | Categoría        |
| 2002               | Perm (Rusia)        | Medalla de bronce | +91 kg           |